# 达姆玛丽 (厄尔省)
达姆玛丽（法語：Dame-Marie，法語發音：[dam maʁi] ⓘ）是法国厄尔省的一个旧市镇，属于埃夫勒区。该旧市镇总面积11.37平方公里，2009年时的人口为89人。

## 人口
达姆玛丽人口变化图示